# I'm Good (Blue)
I'm Good (Blue) is een nummer van de Franse DJ David Guetta en de Amerikaanse zangeres Bebe Rexha. Het werd als single uitgebracht op 26 augustus 2022 via What a DJ en Warner UK. Het nummer is geschreven door Rexha, Guetta, Kamille en Phil Plested. De productie werd verzorgd door Guetta en Timofey Reznikov. Het nummer bevat een sample van de single "Blue (Da Ba Dee)" van Eiffel 65 uit 1998. Hierdoor kregen de Eiffel 65-leden Jeffrey Jey en Maurizio Lobina, evenals de co-producer van het originele nummer Massimo Gabutti, schrijfcredits.
I'm Good (Blue) werd enkele jaren geleden opgenomen, uitgevoerd en geremixt voordat het in 2022 viraal ging op TikTok. Rexha nam later haar zang opnieuw op voor het nummer voordat het als single werd uitgebracht. Het nummer stond eind oktober 2022 op nummer 1 in 15 verschillende landen, zoals Australië, België, Canada, Zwitserland, Denemarken, Nederland, Noorwegen, Finland, Zweden en het Verenigd Koninkrijk. Daarnaast stond het nummer ook nog in enkele landen in de top 5 te pronken. In 2022 stond het nummer op de derde plek in de Dance 15 van The X Vibe, een jaarlijkse hitlijst met de populairste dancenummers van het jaar.

## Videoclip
De videoclip voor het nummer, werd opgenomen in Ibiza begin september 2022. De video werd geregisseerd door KC Locke, en werd op 20 september uitgebracht.

## Hitlijsten

### Nederlandse Top 40
| Hitnotering: 03-09-2022 t/m 15-04-2023 | Hitnotering: 03-09-2022 t/m 15-04-2023 | Hitnotering: 03-09-2022 t/m 15-04-2023 | Hitnotering: 03-09-2022 t/m 15-04-2023 | Hitnotering: 03-09-2022 t/m 15-04-2023 | Hitnotering: 03-09-2022 t/m 15-04-2023 | Hitnotering: 03-09-2022 t/m 15-04-2023 | Hitnotering: 03-09-2022 t/m 15-04-2023 | Hitnotering: 03-09-2022 t/m 15-04-2023 | Hitnotering: 03-09-2022 t/m 15-04-2023 | Hitnotering: 03-09-2022 t/m 15-04-2023 | Hitnotering: 03-09-2022 t/m 15-04-2023 | Hitnotering: 03-09-2022 t/m 15-04-2023 | Hitnotering: 03-09-2022 t/m 15-04-2023 | Hitnotering: 03-09-2022 t/m 15-04-2023 | Hitnotering: 03-09-2022 t/m 15-04-2023 | Hitnotering: 03-09-2022 t/m 15-04-2023 | Hitnotering: 03-09-2022 t/m 15-04-2023 |
| Week:                                  | 1                                      | 2                                      | 3                                      | 4                                      | 5                                      | 6                                      | 7                                      | 8                                      | 9                                      | 10                                     | 11                                     | 12                                     | 13                                     | 14                                     | 15                                     | 16                                     | 17                                     |
| -------------------------------------- | -------------------------------------- | -------------------------------------- | -------------------------------------- | -------------------------------------- | -------------------------------------- | -------------------------------------- | -------------------------------------- | -------------------------------------- | -------------------------------------- | -------------------------------------- | -------------------------------------- | -------------------------------------- | -------------------------------------- | -------------------------------------- | -------------------------------------- | -------------------------------------- | -------------------------------------- |
| Positie:                               | 31                                     | 5                                      | 2                                      | 1                                      | 1                                      | 1                                      | 1                                      | 1                                      | 1                                      | 1                                      | 1                                      | 1                                      | 1                                      | 1                                      | 1                                      | 2                                      | 5                                      |
| Week:                                  | 18                                     | 19                                     | 20                                     | 21                                     | 22                                     | 23                                     | 24                                     | 25                                     | 26                                     | 27                                     | 28                                     | 29                                     | 30                                     | 31                                     | 32                                     | 33                                     |                                        |
| Positie:                               | 5                                      | 6                                      | 6                                      | 8                                      | 8                                      | 10                                     | 12                                     | 14                                     | 16                                     | 18                                     | 20                                     | 21                                     | 26                                     | 35                                     | 37                                     | 40                                     | uit                                    |

### NederlandseSingle Top 100
| Hitnotering: 03-09-2022 tot heden | Hitnotering: 03-09-2022 tot heden | Hitnotering: 03-09-2022 tot heden | Hitnotering: 03-09-2022 tot heden | Hitnotering: 03-09-2022 tot heden | Hitnotering: 03-09-2022 tot heden | Hitnotering: 03-09-2022 tot heden | Hitnotering: 03-09-2022 tot heden | Hitnotering: 03-09-2022 tot heden | Hitnotering: 03-09-2022 tot heden | Hitnotering: 03-09-2022 tot heden | Hitnotering: 03-09-2022 tot heden | Hitnotering: 03-09-2022 tot heden | Hitnotering: 03-09-2022 tot heden | Hitnotering: 03-09-2022 tot heden | Hitnotering: 03-09-2022 tot heden | Hitnotering: 03-09-2022 tot heden | Hitnotering: 03-09-2022 tot heden | Hitnotering: 03-09-2022 tot heden | Hitnotering: 03-09-2022 tot heden | Hitnotering: 03-09-2022 tot heden |
| Week:                             | 1                                 | 2                                 | 3                                 | 4                                 | 5                                 | 6                                 | 7                                 | 8                                 | 9                                 | 10                                | 11                                | 12                                | 13                                | 14                                | 15                                | 16                                | 17                                | 18                                | 19                                | 20                                |
| --------------------------------- | --------------------------------- | --------------------------------- | --------------------------------- | --------------------------------- | --------------------------------- | --------------------------------- | --------------------------------- | --------------------------------- | --------------------------------- | --------------------------------- | --------------------------------- | --------------------------------- | --------------------------------- | --------------------------------- | --------------------------------- | --------------------------------- | --------------------------------- | --------------------------------- | --------------------------------- | --------------------------------- |
| Positie:                          | 17                                | 3                                 | 2                                 | 2                                 | 1                                 | 1                                 | 2                                 | 3                                 | 2                                 | 3                                 | 5                                 | 5                                 | 6                                 | 5                                 | 7                                 | 15                                | 22                                | 31                                | 5                                 | 6                                 |
| Week:                             | 21                                | 22                                | 23                                | 24                                | 25                                | 26                                | 27                                | 28                                | 29                                | 30                                | 31                                | 32                                | 33                                | 34                                | 35                                | 36                                | 37                                | 38                                | 39                                | 40                                |
| Positie:                          | 9                                 | 11                                | 13                                | 14                                | 16                                | 13                                | 12                                | 17                                | 19                                | 20                                | 19                                | 21                                | 21                                | 26                                | 28                                | 32                                | 36                                | 41                                | 38                                | 40                                |
| Week:                             | 41                                | 42                                | 43                                | 44                                | 45                                | 46                                | 47                                | 48                                | 49                                | 50                                | 51                                | 52                                | 53                                | 54                                | 55                                | 56                                | 57                                | 58                                | 59                                | 60                                |
| Positie:                          | 43                                | 42                                | 43                                | 48                                | 46                                | 45                                | 52                                | 50                                | 51                                | 54                                | 56                                | 56                                | 59                                | 59                                | 64                                | 68                                | 80                                | 66                                | 70                                | 78                                |
| Week:                             | 61                                | 62                                | 63                                |                                   |                                   |                                   |                                   |                                   |                                   |                                   |                                   |                                   |                                   |                                   |                                   |                                   |                                   |                                   |                                   |                                   |
| Positie:                          | 84                                | 81                                | 67                                |                                   |                                   |                                   |                                   |                                   |                                   |                                   |                                   |                                   |                                   |                                   |                                   |                                   |                                   |                                   |                                   |                                   |

### VlaamseUltratop 50
| Hitnotering: 03-09-2022 t/m 24-06-2023 | Hitnotering: 03-09-2022 t/m 24-06-2023 | Hitnotering: 03-09-2022 t/m 24-06-2023 | Hitnotering: 03-09-2022 t/m 24-06-2023 | Hitnotering: 03-09-2022 t/m 24-06-2023 | Hitnotering: 03-09-2022 t/m 24-06-2023 | Hitnotering: 03-09-2022 t/m 24-06-2023 | Hitnotering: 03-09-2022 t/m 24-06-2023 | Hitnotering: 03-09-2022 t/m 24-06-2023 | Hitnotering: 03-09-2022 t/m 24-06-2023 | Hitnotering: 03-09-2022 t/m 24-06-2023 | Hitnotering: 03-09-2022 t/m 24-06-2023 | Hitnotering: 03-09-2022 t/m 24-06-2023 | Hitnotering: 03-09-2022 t/m 24-06-2023 | Hitnotering: 03-09-2022 t/m 24-06-2023 | Hitnotering: 03-09-2022 t/m 24-06-2023 | Hitnotering: 03-09-2022 t/m 24-06-2023 | Hitnotering: 03-09-2022 t/m 24-06-2023 | Hitnotering: 03-09-2022 t/m 24-06-2023 | Hitnotering: 03-09-2022 t/m 24-06-2023 | Hitnotering: 03-09-2022 t/m 24-06-2023 | Hitnotering: 03-09-2022 t/m 24-06-2023 | Hitnotering: 03-09-2022 t/m 24-06-2023 |
| Week:                                  | 1                                      | 2                                      | 3                                      | 4                                      | 5                                      | 6                                      | 7                                      | 8                                      | 9                                      | 10                                     | 11                                     | 12                                     | 13                                     | 14                                     | 15                                     | 16                                     | 17                                     | 18                                     | 19                                     | 20                                     | 21                                     | 22                                     |
| -------------------------------------- | -------------------------------------- | -------------------------------------- | -------------------------------------- | -------------------------------------- | -------------------------------------- | -------------------------------------- | -------------------------------------- | -------------------------------------- | -------------------------------------- | -------------------------------------- | -------------------------------------- | -------------------------------------- | -------------------------------------- | -------------------------------------- | -------------------------------------- | -------------------------------------- | -------------------------------------- | -------------------------------------- | -------------------------------------- | -------------------------------------- | -------------------------------------- | -------------------------------------- |
| Positie:                               | 42                                     | 15                                     | 3                                      | 2                                      | 2                                      | 1                                      | 1                                      | 1                                      | 1                                      | 1                                      | 2                                      | 1                                      | 4                                      | 3                                      | 3                                      | 2                                      | 2                                      | 9                                      | 2                                      | 2                                      | 6                                      | 4                                      |
| Week:                                  | 23                                     | 24                                     | 25                                     | 26                                     | 27                                     | 28                                     | 29                                     | 30                                     | 31                                     | 32                                     | 33                                     | 34                                     | 35                                     | 36                                     | 37                                     | 38                                     | 39                                     | 40                                     | 41                                     | 42                                     | 43                                     |                                        |
| Positie:                               | 7                                      | 10                                     | 17                                     | 10                                     | 15                                     | 18                                     | 15                                     | 23                                     | 17                                     | 15                                     | 25                                     | 23                                     | 27                                     | 30                                     | 24                                     | 36                                     | 29                                     | 35                                     | 37                                     | 41                                     | 41                                     | uit                                    |